# Luís Barroso (atleta)
Luís Filipe Palma Barroso (nascido em 27 de janeiro de 1966) é um velocista português. Ele competiu nos 100 metros masculinos nos Jogos Olímpicos de Verão de 1984.